# Щепкін Петро Васильович
Петро Васильович Щепкін (19 червня 1865 — 10 січня 1941) — народний вчитель України, перший учитель-орденоносець.

## Біографія

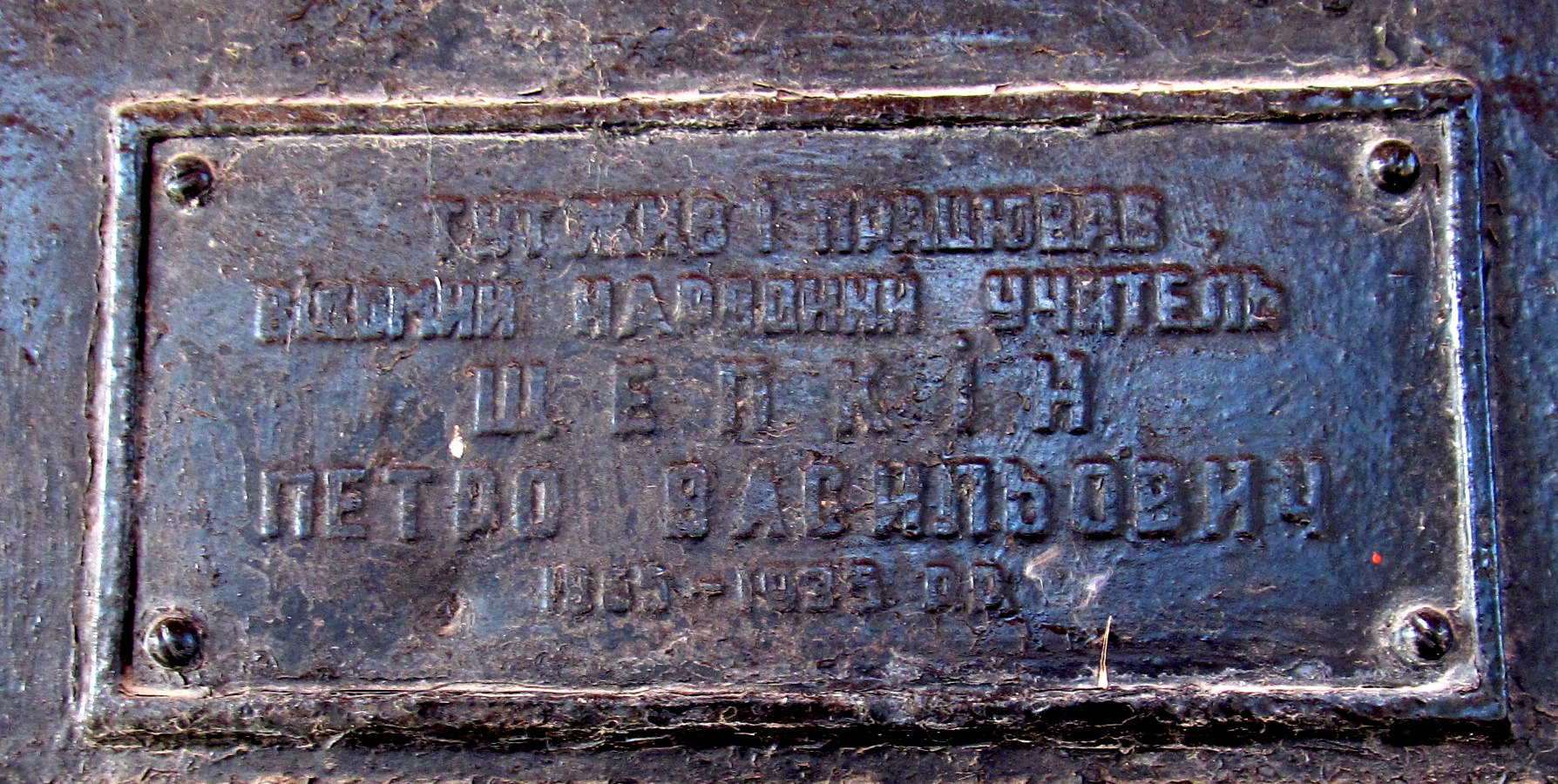
Тут жив і працював відомий народний учитель ЩЕПКІН ПЕТРО ВАСИЛЬОВИЧ. Фрагмент таблички "Пам'ятник культури і старовини" на будівлі Липецької школи імені П. В. Щепкіна

Народився 29 червня 1865 р. в сім'ї безправного дворового кріпака поміщика Солнцева, на хуторі Лозівському Муровської волості, на межі Бєлгородського і Харківського повітів. Сім'я була дуже бідна, про освіту й не мріялось. Ще у юнацтві здобував знання самоосвітою. 1884 р. допущений до іспитів в іспитовому комітеті Харківського університету, склав іспит на право вчителювання в початкових школах. 1885 р. з великими труднощами йому вдалося дістати призначення на посаду вчителя початкової школи с. Тетлега Зміївського повіту на Харківщині, де пропрацював 5 років. У 1890 р. призначений старшим вчителем Липецької початкової школи № 2 (згодом: Липецька школа ім. П. В. Щепкіна), яка за роки радянської влади стала неповною середньою, а він став її незмінним директором до останніх своїх днів.
Вважав одним із своїх основних завдань поширення освіти і знань серед народу. Завдяки самовідданій праці вчителів, зокрема, директора, школа добилася великої якості навчання. Школа вважалася найкращою на Харківщині. За заслуги в справі народної освіти, в організації трудової школи, а також за 35 річну працю в Липецькій школі 4 листопада 1924 р. Президія ЦВК Української РСР нагородила Петра Щепкіна Орденом Трудового Червоного Прапора УСРР. У 1935 р. за визначні заслуги в справі навчання і виховання дітей і в зв'язку з 50-річчям вчительської діяльності Президія Верховної Ради Української РСР присвоїла йому почесне звання заслуженого вчителя республіки.
10 січня 1941 р. на 76 році обірвалося життя талановитого учителя. Похований на подвір'ї старої школи під розлогими деревами, посадженими ним разом з учнями.